# 廣島電視台
廣島電視放送株式會社（日语：／ Hiroshima Trebi Hōsō */?），通稱廣島電視台，簡稱HTV，是日本的一家以廣島縣為播出地區的電視台。廣島電視台開播于1962年9月1日，是廣島縣第二家商業電視台，也是日本第44家商業電視台。廣島電視台是日本電視台聯播網（NNN·NNS）的成員。廣島電視台的識別呼號為JONX-DTV，遙控器號碼是4頻道。

## 資本構成
下表列出2021年3月31日時廣島電視台的主要股東:419：
| 資本金  | 發行股份總數 | 股東數 |
| ------- | ------------ | ------ |
| 2億日元 | 400,000股    | 29     |

| 股東                     | 持股數   | 比例   |
| ------------------------ | -------- | ------ |
| 日本電視控股             | 96,000股 | 24.00% |
| 讀賣新聞集團本社         | 75,800股 | 18.95% |
| 日本電視台小鳩文化事業團 | 20,000股 | 5.00%  |
| 小林宏明                 | 13,400股 | 3.35%  |
| 林智子                   | 13,300股 | 3.33%  |

## 歷史
最先試圖奪得廣島縣第二家商業電視台的企業是在1959年12月28日申請獲得牌照，以廣島市財界為中心活動的富士產經集團:15。另一方面，讀賣新聞·日本電視台以福山市財界為中心，亦在1960年2月10日申請獲得廣島縣的商業電視牌照:15。此後郵政省撮合產經·讀賣兩陣營整合，在1961年統合為廣島電視台，獲得播出牌照:15。
廣島電視台是廣島縣的第二家的商業電視台，在1962年1月16日舉辦創立股東總會；並於同年5月25日開始修建總部大廈，在8月26日竣工。成立之初的廣島電視台是日本電視系和富士電視系的跨網台，因此第一任社長由曾任廣島縣總務部長的佐藤秀雄擔任，以表中立:16。8月29日，廣島電視台發射了試驗電波:112。
1962年9月1日上午9時45分，廣島電視台正式開播:22。開播的第一個財年，廣島電視台營業額有4.3522億日元，盈利4620萬日元:114。1963年，廣島電視台成立了工會:114。1964年7月1日，廣島電視台的播出範圍擴大至廣島縣東部的據點都市福山市:33。1965年，廣島電視台實現了首次海外取材，製作了記錄活躍在外國的廣島縣移民的紀錄片:68。同年因業務量增加導致空間不敷使用，廣島電視台對總部進行了擴建:117。1966年3月20日，廣島電視台開始播出彩色節目:42。在1969年4月1日，廣島電視台啟用了第二代商標:121。同年12月10日，廣島電視台總部新館竣工:121。這一財年廣島電視台的營業額首次超過10億日元，達11.7739億日元；盈利亦達2.7238億日元:122。1974財年，廣島電視台的營業額超過20億日元，達22.0318億日元；但盈利反而略微減少至2.6348億日元:129。
廣島電視台在1974年12月9日開始修建第二代總部大廈:129，並在1976年11月12日竣工:131。隨著新廣島電視台在1975年10月1日開播，廣島電視台退出富士電視台系列聯播網，成為日本電視台系列聯播網的完全加盟台:70。廣島電視台在1976財年的營業額達43.6221億日元，在兩年時間內接近翻倍；但由於新台開播導致競爭激化，盈利進一步減少至1.1278億日元:133。1979年12月1日，廣島電視台開始播出立體聲節目:137。在開播20週年的1982年1月1日，廣島電視台啟用了第三代標誌:147。廣島電視台在1986年4月和美國KHON及WXYZ電視台簽訂姊妹台協議，第一次開拓了海外姊妹台:107。
廣島電視台新館「廣視廣場」（広テレプラザ）在1992年竣工啟用:118。1994年至1998年，廣島電視台連續五年獲得收視率三冠王:128。1997年，廣島電視台啟用了現行台標:135。
廣島電視台自2006年10月1日開始播出數位電視訊號:154，並於2011年7月24日停止播出類比電視訊號。廣島電視台在2016年開始於廣島車站北側修建新總部，並在2018年遷入新總部。新總部建築有11層，其中一層至三層是對公眾開放的空間。至2020年，廣島電視台已連續8年獲得收視率三冠王。2021年，廣島電視台亦獲得個人收視率四冠王。

## 節目
自1964年開始，廣島電視台每年在年底播出《廣島縣的這一年》節目:115。廣島電視台在1970年瀨戶內船隻劫持事件時引領各台，成功拍攝到警方擊中犯人的畫面:11。1979年開始，廣島電視台在週一至週五傍晚播出時長30分的大型自製帶狀新聞節目《廣島電視台新聞眼》:8-9。該節目在1986年被時長1小時的《廣島TODAY60》取代，這也是日本地方電視台最初的時長達60分的自製新聞節目:106。廣島電視台在1989年導入了SNG轉播車，大幅提高新聞節目製作能力。1991年開始，廣島電視台在NNN紐約支局派遣特派員。
廣島電視台的第一個自製主婦向帶狀Wide Show節目是1971年開始播出的《女性環島》（女性ロータリー），在每週一至週五午後2時播出，時長30分:16。播出於1993年至2008年的《電視宣言》是廣島電視台最成功的自製帶狀資訊節目之一，播出第一年的平均收視率就從4月的9.3%上升至12月的19%:123，在1995年曾創出收視率26.4%:142、佔有率40%的記錄。2008年後，《電視派》取代《電視宣言》，成為廣島電視台平日傍晚新的自製帶狀資訊節目:158。
廣島電視台是日本職棒球隊廣島東洋鯉魚賽事的主要轉播台之一，並且在1975年和1979年獨家轉播廣島東洋鯉魚獲得中央聯盟冠軍的比賽:40-43。廣島東洋鯉魚在馬自達Zoom-Zoom廣島球場的開幕戰亦由廣島電視台直播。廣島電視台亦積極主辦體育賽事。作為開播10週年紀念事業的一部分，廣島電視台自1972年開始舉辦高爾夫球廣島公開賽:72-73。1973年開始，廣島電視台舉辦了高爾夫球廣島女子公開賽:74-75。
廣島電視台在1970年首次製作電視連續劇:55，並且曾在1973年製作在日本全國播出的午間連續劇《瀨戶戀歌》:69。1974年至1993年，廣島電視台於每年8月舉辦廣島和平音樂節:76-77。現在廣島電視台播出的自製綜藝節目有介紹瀨戶內地區魅力的《STU↗Dentsu!》，以及脫口秀節目《三四郎的Dear Boss》。廣島電視台製作的紀錄片多次獲得過民放聯盟賞最優秀賞的肯定。

## 註释
1. ↑  「三冠」指全日（6:00-24:00）、黃金時間（19:00-22:00）、晚間時段（19:00-23:00）三個時段皆獲得收視率第一。

## 外部連結
- 官方網站 （页面存档备份，存于）
- 廣島電視台【官方】＠完全鯉魚主義的X（前Twitter）
- NKT 日本海電視台的Facebook專頁
- 廣島電視台的Instagram帳戶
- YouTube上的廣島電視台官方【廣島電視台On Demand】頻道
- YouTube上的【鯉魚公認】金鯉頻道 廣島電視台頻道